# Uloptera quangensis
Uloptera quangensis är en skalbaggsart som beskrevs av Holm 1990. Uloptera quangensis ingår i släktet Uloptera och familjen Cetoniidae. Inga underarter finns listade i Catalogue of Life.